# Bad Wurzach
Bad Wurzach là một xã ở huyện Ravensburg ở bang Baden-Württemberg thuộc nước Đức. Đô thị này có diện tích 182,24 km², dân số thời điểm 31 tháng 12 năm 2020 là 14.782 người.